# Synegia nephelotis
Synegia nephelotis är en fjärilsart som beskrevs av Louis Beethoven Prout 1929. Synegia nephelotis ingår i släktet Synegia och familjen mätare. Inga underarter finns listade i Catalogue of Life.